# أيست ويندسور (كونيتيكت)
أيست ويندسور (بالإنجليزية: East Windsor, Connecticut)‏ هي بلدة أمريكية تقع في الولايات المتحدة في كونيتيكت. يقدر عدد سكانها بـ 11,162 نسمة ومساحتها 69.5 كم2 و وترتفع عن سطح البحر 22 متر.

## أعلام
- إيلي تيري
- جون وارنر باربر
- جوناثان إدواردز
- سيرينو واطسون
- صموئيل تودور